# Thelypteris peripaeoides
Thelypteris peripaeoides är en kärrbräkenväxtart som beskrevs av L. D. Gómez. Thelypteris peripaeoides ingår i släktet Thelypteris och familjen Thelypteridaceae. Inga underarter finns listade.